# Tomislav Karlo
Tomislav Karlo (Split, 21. prosinca 1970.) bivši je hrvatski reprezentativac i rekorder u leđnom plivanju. 
1996. godine natjecao se na Ljetnim Olimpijskim igrama u Atlanti. U drugoj polovici 1990.-tih osvojio je četiri medalje na LEN europskim prvenstvima u kratkim bazenima (25 m). Na svjetskom kupu FINA 1997. godine u Parizu postavio je europski rekord u plivanju u disciplini 50 metara leđno s vremenom 24.52. Pobjednik FINA Svjetskog kupa postao je 2000. godine. Naslov najboljeg u ukupnom poretku FINA Svjetskog Kupa ostvario je u disciplini 50 metara leđno s osvojenih 114 bodova, 1 bod ispred drugoplasiranog Lennyja Kreyzelburga (SAD). Treće mjesto osvojio je Josh Watson (AUS).
1997. godine dobitnik je Državne nagrade za šport "Franjo Bučar".
Od 1997. godine Glavni tajnik Hrvatskog plivačkog saveza. 2007. godine preuzima i dužnost direktora reprezentacija Hrvatskog plivačkog saveza.
Na Skupštini Zagrebačkog športskog saveza održanoj 12. lipnja 2012. godine izabran je za potpredsjednika.